# Ján Maslo
Ján Maslo (ur. 5 lutego 1986 w Dolnym Kubínie) – słowacki piłkarz występujący na pozycji obrońcy.

## Kariera piłkarska

### Kariera klubowa
W sezonie 2005/06 rozpoczął karierę piłkarską w klubie MFK Ružomberok. W lipcu 2011 przeszedł do ukraińskiej Wołyni Łuck. W czerwcu 2014 za obopólną zgodą kontrakt został anulowany, a już 26 czerwca podpisał nowy kontrakt z Szachtiorem Karaganda.

### Kariera reprezentacyjna
Występował w młodzieżowej reprezentacji Słowacji.